# Tsukumi
Tsukumi (津久見市 -shi) é uma cidade japonesa localizada na província de Oita.
Em 2003 a cidade tinha uma população estimada em 22 336 habitantes e uma densidade populacional de 281,38 h/km². Tem uma área total de 79,38 km².
Recebeu o estatuto de cidade a 1 de Abril de 1951.